# Phymella
Phymella is een geslacht van rechtvleugeligen uit de familie Pyrgomorphidae. De wetenschappelijke naam van dit geslacht is voor het eerst geldig gepubliceerd in 1922 door Uvarov.

## Soorten
Het geslacht Phymella  is monotypisch en omvat slechts de volgende soort:
- Phymella capensis (Uvarov, 1922)